# Перемена игры
Переме́на игры́ — направление в тематике шахматной композиции. Основным принципом данного направления является замена одного идейного комплекса вариантов иллюзорной игры и (или) тематического ложного следа новым комплексом, возникающим в результате вступительного хода действительного решения или другого ложного следа.
Первые примеры перемены игры появились в начале XX века в виде задач-блоков. Основные типы перемены игры были впервые рассмотрены итальянским проблемистом Альберто Мари в двух статьях, опубликованных в бельгийском журнале «L'Echiquer» в 1928 году. Главные виды перемены игры классифицированы советским шахматным композитором Львом Лошинским в 1951 году на основе двухходовой задачи. Тематика перемены игры может распространяться и на задачи с бо́льшим количеством ходов.
Минимальное количество фаз для наличия перемены игры — две. Главные виды двухфазной перемены:
- простая перемена[3] — ходы чёрных в разных фазах повторяются, но ответы белых на них различаются
- перемена защит[4] (перемена по Рухлису) — ходы чёрных в фазах различаются, но ходы белых из одной фазы повторяются в другой фазе
- произвольная перемена — в разных фазах не повторяются ни ходы чёрных, ни ходы белых
- чередование игры[5] — на одни и те же ходы чёрных в каждой фазе следуют постоянные ответы белых, но в обратном порядке.

Многофазная перемена — параллельный синтез трёх или более комплексов вариантов. Многофазные задачи можно условно разделить на четыре группы:
- перемена, имеющая единый вид для всех фаз
- перемена различного вида в каждой паре фаз
- перемена различного вида в каждом идейном варианте
- циклическая взаимосвязь тематических вариантов всех фаз.

## Примеры
|   | a | b | c | d | e | f | g | h |   |
| - | --- | --- | --- | --- | --- | --- | --- | --- | - |
| 8 | e8 белый король · f7 чёрная пешка · e6 чёрный король · c5 белая пешка · c4 белая пешка · f4 белый ферзь | e8 белый король · f7 чёрная пешка · e6 чёрный король · c5 белая пешка · c4 белая пешка · f4 белый ферзь | e8 белый король · f7 чёрная пешка · e6 чёрный король · c5 белая пешка · c4 белая пешка · f4 белый ферзь | e8 белый король · f7 чёрная пешка · e6 чёрный король · c5 белая пешка · c4 белая пешка · f4 белый ферзь | e8 белый король · f7 чёрная пешка · e6 чёрный король · c5 белая пешка · c4 белая пешка · f4 белый ферзь | e8 белый король · f7 чёрная пешка · e6 чёрный король · c5 белая пешка · c4 белая пешка · f4 белый ферзь | e8 белый король · f7 чёрная пешка · e6 чёрный король · c5 белая пешка · c4 белая пешка · f4 белый ферзь | e8 белый король · f7 чёрная пешка · e6 чёрный король · c5 белая пешка · c4 белая пешка · f4 белый ферзь | 8 |
| 7 | e8 белый король · f7 чёрная пешка · e6 чёрный король · c5 белая пешка · c4 белая пешка · f4 белый ферзь | e8 белый король · f7 чёрная пешка · e6 чёрный король · c5 белая пешка · c4 белая пешка · f4 белый ферзь | e8 белый король · f7 чёрная пешка · e6 чёрный король · c5 белая пешка · c4 белая пешка · f4 белый ферзь | e8 белый король · f7 чёрная пешка · e6 чёрный король · c5 белая пешка · c4 белая пешка · f4 белый ферзь | e8 белый король · f7 чёрная пешка · e6 чёрный король · c5 белая пешка · c4 белая пешка · f4 белый ферзь | e8 белый король · f7 чёрная пешка · e6 чёрный король · c5 белая пешка · c4 белая пешка · f4 белый ферзь | e8 белый король · f7 чёрная пешка · e6 чёрный король · c5 белая пешка · c4 белая пешка · f4 белый ферзь | e8 белый король · f7 чёрная пешка · e6 чёрный король · c5 белая пешка · c4 белая пешка · f4 белый ферзь | 7 |
| 6 | e8 белый король · f7 чёрная пешка · e6 чёрный король · c5 белая пешка · c4 белая пешка · f4 белый ферзь | e8 белый король · f7 чёрная пешка · e6 чёрный король · c5 белая пешка · c4 белая пешка · f4 белый ферзь | e8 белый король · f7 чёрная пешка · e6 чёрный король · c5 белая пешка · c4 белая пешка · f4 белый ферзь | e8 белый король · f7 чёрная пешка · e6 чёрный король · c5 белая пешка · c4 белая пешка · f4 белый ферзь | e8 белый король · f7 чёрная пешка · e6 чёрный король · c5 белая пешка · c4 белая пешка · f4 белый ферзь | e8 белый король · f7 чёрная пешка · e6 чёрный король · c5 белая пешка · c4 белая пешка · f4 белый ферзь | e8 белый король · f7 чёрная пешка · e6 чёрный король · c5 белая пешка · c4 белая пешка · f4 белый ферзь | e8 белый король · f7 чёрная пешка · e6 чёрный король · c5 белая пешка · c4 белая пешка · f4 белый ферзь | 6 |
| 5 | e8 белый король · f7 чёрная пешка · e6 чёрный король · c5 белая пешка · c4 белая пешка · f4 белый ферзь | e8 белый король · f7 чёрная пешка · e6 чёрный король · c5 белая пешка · c4 белая пешка · f4 белый ферзь | e8 белый король · f7 чёрная пешка · e6 чёрный король · c5 белая пешка · c4 белая пешка · f4 белый ферзь | e8 белый король · f7 чёрная пешка · e6 чёрный король · c5 белая пешка · c4 белая пешка · f4 белый ферзь | e8 белый король · f7 чёрная пешка · e6 чёрный король · c5 белая пешка · c4 белая пешка · f4 белый ферзь | e8 белый король · f7 чёрная пешка · e6 чёрный король · c5 белая пешка · c4 белая пешка · f4 белый ферзь | e8 белый король · f7 чёрная пешка · e6 чёрный король · c5 белая пешка · c4 белая пешка · f4 белый ферзь | e8 белый король · f7 чёрная пешка · e6 чёрный король · c5 белая пешка · c4 белая пешка · f4 белый ферзь | 5 |
| 4 | e8 белый король · f7 чёрная пешка · e6 чёрный король · c5 белая пешка · c4 белая пешка · f4 белый ферзь | e8 белый король · f7 чёрная пешка · e6 чёрный король · c5 белая пешка · c4 белая пешка · f4 белый ферзь | e8 белый король · f7 чёрная пешка · e6 чёрный король · c5 белая пешка · c4 белая пешка · f4 белый ферзь | e8 белый король · f7 чёрная пешка · e6 чёрный король · c5 белая пешка · c4 белая пешка · f4 белый ферзь | e8 белый король · f7 чёрная пешка · e6 чёрный король · c5 белая пешка · c4 белая пешка · f4 белый ферзь | e8 белый король · f7 чёрная пешка · e6 чёрный король · c5 белая пешка · c4 белая пешка · f4 белый ферзь | e8 белый король · f7 чёрная пешка · e6 чёрный король · c5 белая пешка · c4 белая пешка · f4 белый ферзь | e8 белый король · f7 чёрная пешка · e6 чёрный король · c5 белая пешка · c4 белая пешка · f4 белый ферзь | 4 |
| 3 | e8 белый король · f7 чёрная пешка · e6 чёрный король · c5 белая пешка · c4 белая пешка · f4 белый ферзь | e8 белый король · f7 чёрная пешка · e6 чёрный король · c5 белая пешка · c4 белая пешка · f4 белый ферзь | e8 белый король · f7 чёрная пешка · e6 чёрный король · c5 белая пешка · c4 белая пешка · f4 белый ферзь | e8 белый король · f7 чёрная пешка · e6 чёрный король · c5 белая пешка · c4 белая пешка · f4 белый ферзь | e8 белый король · f7 чёрная пешка · e6 чёрный король · c5 белая пешка · c4 белая пешка · f4 белый ферзь | e8 белый король · f7 чёрная пешка · e6 чёрный король · c5 белая пешка · c4 белая пешка · f4 белый ферзь | e8 белый король · f7 чёрная пешка · e6 чёрный король · c5 белая пешка · c4 белая пешка · f4 белый ферзь | e8 белый король · f7 чёрная пешка · e6 чёрный король · c5 белая пешка · c4 белая пешка · f4 белый ферзь | 3 |
| 2 | e8 белый король · f7 чёрная пешка · e6 чёрный король · c5 белая пешка · c4 белая пешка · f4 белый ферзь | e8 белый король · f7 чёрная пешка · e6 чёрный король · c5 белая пешка · c4 белая пешка · f4 белый ферзь | e8 белый король · f7 чёрная пешка · e6 чёрный король · c5 белая пешка · c4 белая пешка · f4 белый ферзь | e8 белый король · f7 чёрная пешка · e6 чёрный король · c5 белая пешка · c4 белая пешка · f4 белый ферзь | e8 белый король · f7 чёрная пешка · e6 чёрный король · c5 белая пешка · c4 белая пешка · f4 белый ферзь | e8 белый король · f7 чёрная пешка · e6 чёрный король · c5 белая пешка · c4 белая пешка · f4 белый ферзь | e8 белый король · f7 чёрная пешка · e6 чёрный король · c5 белая пешка · c4 белая пешка · f4 белый ферзь | e8 белый король · f7 чёрная пешка · e6 чёрный король · c5 белая пешка · c4 белая пешка · f4 белый ферзь | 2 |
| 1 | e8 белый король · f7 чёрная пешка · e6 чёрный король · c5 белая пешка · c4 белая пешка · f4 белый ферзь | e8 белый король · f7 чёрная пешка · e6 чёрный король · c5 белая пешка · c4 белая пешка · f4 белый ферзь | e8 белый король · f7 чёрная пешка · e6 чёрный король · c5 белая пешка · c4 белая пешка · f4 белый ферзь | e8 белый король · f7 чёрная пешка · e6 чёрный король · c5 белая пешка · c4 белая пешка · f4 белый ферзь | e8 белый король · f7 чёрная пешка · e6 чёрный король · c5 белая пешка · c4 белая пешка · f4 белый ферзь | e8 белый король · f7 чёрная пешка · e6 чёрный король · c5 белая пешка · c4 белая пешка · f4 белый ферзь | e8 белый король · f7 чёрная пешка · e6 чёрный король · c5 белая пешка · c4 белая пешка · f4 белый ферзь | e8 белый король · f7 чёрная пешка · e6 чёрный король · c5 белая пешка · c4 белая пешка · f4 белый ферзь | 1 |
|   | a | b | c | d | e | f | g | h |   |

Иллюзорная игра:

1…f5 2.Фd6#, 1…f6 2.Фe4#
Решение:

1.Фg5! цугцванг

1…f5 2.Фe7#, 1…f6 2.Фd5#
Простая перемена игры. В двух фазах повторяются ходы чёрных 1…f5 и 1…f6. Ответы белых в каждой фазе различны.
Задача-блок.
|   | a | b | c | d | e | f | g | h |   |
| - | --- | --- | --- | --- | --- | --- | --- | --- | - |
| 8 | e6 белый конь · b5 белый конь · h5 белый ферзь · e4 чёрный король · e2 чёрная пешка · e1 белый король | e6 белый конь · b5 белый конь · h5 белый ферзь · e4 чёрный король · e2 чёрная пешка · e1 белый король | e6 белый конь · b5 белый конь · h5 белый ферзь · e4 чёрный король · e2 чёрная пешка · e1 белый король | e6 белый конь · b5 белый конь · h5 белый ферзь · e4 чёрный король · e2 чёрная пешка · e1 белый король | e6 белый конь · b5 белый конь · h5 белый ферзь · e4 чёрный король · e2 чёрная пешка · e1 белый король | e6 белый конь · b5 белый конь · h5 белый ферзь · e4 чёрный король · e2 чёрная пешка · e1 белый король | e6 белый конь · b5 белый конь · h5 белый ферзь · e4 чёрный король · e2 чёрная пешка · e1 белый король | e6 белый конь · b5 белый конь · h5 белый ферзь · e4 чёрный король · e2 чёрная пешка · e1 белый король | 8 |
| 7 | e6 белый конь · b5 белый конь · h5 белый ферзь · e4 чёрный король · e2 чёрная пешка · e1 белый король | e6 белый конь · b5 белый конь · h5 белый ферзь · e4 чёрный король · e2 чёрная пешка · e1 белый король | e6 белый конь · b5 белый конь · h5 белый ферзь · e4 чёрный король · e2 чёрная пешка · e1 белый король | e6 белый конь · b5 белый конь · h5 белый ферзь · e4 чёрный король · e2 чёрная пешка · e1 белый король | e6 белый конь · b5 белый конь · h5 белый ферзь · e4 чёрный король · e2 чёрная пешка · e1 белый король | e6 белый конь · b5 белый конь · h5 белый ферзь · e4 чёрный король · e2 чёрная пешка · e1 белый король | e6 белый конь · b5 белый конь · h5 белый ферзь · e4 чёрный король · e2 чёрная пешка · e1 белый король | e6 белый конь · b5 белый конь · h5 белый ферзь · e4 чёрный король · e2 чёрная пешка · e1 белый король | 7 |
| 6 | e6 белый конь · b5 белый конь · h5 белый ферзь · e4 чёрный король · e2 чёрная пешка · e1 белый король | e6 белый конь · b5 белый конь · h5 белый ферзь · e4 чёрный король · e2 чёрная пешка · e1 белый король | e6 белый конь · b5 белый конь · h5 белый ферзь · e4 чёрный король · e2 чёрная пешка · e1 белый король | e6 белый конь · b5 белый конь · h5 белый ферзь · e4 чёрный король · e2 чёрная пешка · e1 белый король | e6 белый конь · b5 белый конь · h5 белый ферзь · e4 чёрный король · e2 чёрная пешка · e1 белый король | e6 белый конь · b5 белый конь · h5 белый ферзь · e4 чёрный король · e2 чёрная пешка · e1 белый король | e6 белый конь · b5 белый конь · h5 белый ферзь · e4 чёрный король · e2 чёрная пешка · e1 белый король | e6 белый конь · b5 белый конь · h5 белый ферзь · e4 чёрный король · e2 чёрная пешка · e1 белый король | 6 |
| 5 | e6 белый конь · b5 белый конь · h5 белый ферзь · e4 чёрный король · e2 чёрная пешка · e1 белый король | e6 белый конь · b5 белый конь · h5 белый ферзь · e4 чёрный король · e2 чёрная пешка · e1 белый король | e6 белый конь · b5 белый конь · h5 белый ферзь · e4 чёрный король · e2 чёрная пешка · e1 белый король | e6 белый конь · b5 белый конь · h5 белый ферзь · e4 чёрный король · e2 чёрная пешка · e1 белый король | e6 белый конь · b5 белый конь · h5 белый ферзь · e4 чёрный король · e2 чёрная пешка · e1 белый король | e6 белый конь · b5 белый конь · h5 белый ферзь · e4 чёрный король · e2 чёрная пешка · e1 белый король | e6 белый конь · b5 белый конь · h5 белый ферзь · e4 чёрный король · e2 чёрная пешка · e1 белый король | e6 белый конь · b5 белый конь · h5 белый ферзь · e4 чёрный король · e2 чёрная пешка · e1 белый король | 5 |
| 4 | e6 белый конь · b5 белый конь · h5 белый ферзь · e4 чёрный король · e2 чёрная пешка · e1 белый король | e6 белый конь · b5 белый конь · h5 белый ферзь · e4 чёрный король · e2 чёрная пешка · e1 белый король | e6 белый конь · b5 белый конь · h5 белый ферзь · e4 чёрный король · e2 чёрная пешка · e1 белый король | e6 белый конь · b5 белый конь · h5 белый ферзь · e4 чёрный король · e2 чёрная пешка · e1 белый король | e6 белый конь · b5 белый конь · h5 белый ферзь · e4 чёрный король · e2 чёрная пешка · e1 белый король | e6 белый конь · b5 белый конь · h5 белый ферзь · e4 чёрный король · e2 чёрная пешка · e1 белый король | e6 белый конь · b5 белый конь · h5 белый ферзь · e4 чёрный король · e2 чёрная пешка · e1 белый король | e6 белый конь · b5 белый конь · h5 белый ферзь · e4 чёрный король · e2 чёрная пешка · e1 белый король | 4 |
| 3 | e6 белый конь · b5 белый конь · h5 белый ферзь · e4 чёрный король · e2 чёрная пешка · e1 белый король | e6 белый конь · b5 белый конь · h5 белый ферзь · e4 чёрный король · e2 чёрная пешка · e1 белый король | e6 белый конь · b5 белый конь · h5 белый ферзь · e4 чёрный король · e2 чёрная пешка · e1 белый король | e6 белый конь · b5 белый конь · h5 белый ферзь · e4 чёрный король · e2 чёрная пешка · e1 белый король | e6 белый конь · b5 белый конь · h5 белый ферзь · e4 чёрный король · e2 чёрная пешка · e1 белый король | e6 белый конь · b5 белый конь · h5 белый ферзь · e4 чёрный король · e2 чёрная пешка · e1 белый король | e6 белый конь · b5 белый конь · h5 белый ферзь · e4 чёрный король · e2 чёрная пешка · e1 белый король | e6 белый конь · b5 белый конь · h5 белый ферзь · e4 чёрный король · e2 чёрная пешка · e1 белый король | 3 |
| 2 | e6 белый конь · b5 белый конь · h5 белый ферзь · e4 чёрный король · e2 чёрная пешка · e1 белый король | e6 белый конь · b5 белый конь · h5 белый ферзь · e4 чёрный король · e2 чёрная пешка · e1 белый король | e6 белый конь · b5 белый конь · h5 белый ферзь · e4 чёрный король · e2 чёрная пешка · e1 белый король | e6 белый конь · b5 белый конь · h5 белый ферзь · e4 чёрный король · e2 чёрная пешка · e1 белый король | e6 белый конь · b5 белый конь · h5 белый ферзь · e4 чёрный король · e2 чёрная пешка · e1 белый король | e6 белый конь · b5 белый конь · h5 белый ферзь · e4 чёрный король · e2 чёрная пешка · e1 белый король | e6 белый конь · b5 белый конь · h5 белый ферзь · e4 чёрный король · e2 чёрная пешка · e1 белый король | e6 белый конь · b5 белый конь · h5 белый ферзь · e4 чёрный король · e2 чёрная пешка · e1 белый король | 2 |
| 1 | e6 белый конь · b5 белый конь · h5 белый ферзь · e4 чёрный король · e2 чёрная пешка · e1 белый король | e6 белый конь · b5 белый конь · h5 белый ферзь · e4 чёрный король · e2 чёрная пешка · e1 белый король | e6 белый конь · b5 белый конь · h5 белый ферзь · e4 чёрный король · e2 чёрная пешка · e1 белый король | e6 белый конь · b5 белый конь · h5 белый ферзь · e4 чёрный король · e2 чёрная пешка · e1 белый король | e6 белый конь · b5 белый конь · h5 белый ферзь · e4 чёрный король · e2 чёрная пешка · e1 белый король | e6 белый конь · b5 белый конь · h5 белый ферзь · e4 чёрный король · e2 чёрная пешка · e1 белый король | e6 белый конь · b5 белый конь · h5 белый ферзь · e4 чёрный король · e2 чёрная пешка · e1 белый король | e6 белый конь · b5 белый конь · h5 белый ферзь · e4 чёрный король · e2 чёрная пешка · e1 белый король | 1 |
|   | a | b | c | d | e | f | g | h |   |

Ложный след:

1.Ked4? цугцванг

1…Kpd3[a] 2.Ф:e2#[A], 1…Kpe3[b] 2.Фf3#[B]

но 1…Kpf4!
Решение:

1.Ka3! цугцванг

1…Kpd3[a] 2.Фf3#[B], 1…Kpe3[b] 2.Ф:e2#[A]
Простое чередование матов. В двух фазах повторяются и ходы чёрных, и ответы белых. Но ходы белых во второй фазе следуют в обратном порядке.